# 5248 Скардіа
5248 Скардіа (5248 Scardia) — астероїд головного поясу, відкритий 6 квітня 1983 року.
Тіссеранів параметр щодо Юпітера — 3,631.